# Saint-Memmie Olympique
Maillots
Le Saint-Memmie Olympique est un club de football féminin français basé à Saint-Memmie et fondé sous le nom d'Association sportive de Saint-Memmie.
Les Mengeottes atteignent pour la première fois de leur histoire la Division 1 en 1995, après plusieurs saisons passées à gravir les échelons depuis la Ligue de Champagne-Ardenne. Après un premier passage de deux saisons, le club retrouve l'élite plus longuement en 1999 et va y demeurer jusqu'en 2006, sans pour autant jouer les premiers rôles. Le club rate la remontée immédiate la saison suivante, et va connaitre une lente descente jusqu'en Division d'Honneur de Champagne-Ardenne qu'elle retrouve en 2012.
L'équipe fanion du club participe à la Division d'Honneur de Champagne-Ardenne et évolue sur le stade Déborah Jeannet.

## Histoire
Les Mangeottes ont évolué en Division 1 de 1999 à 2006.
Lors des saisons 2000-2001 et 2001-2002, l'équipe est entrainée par Alain Rampant, ainsi que lors des saisons 2005-2006, 2006-2007 et 2007-2008.
Le Saint-Memmie Olympique est le club qui a révélé la joueuse internationale Marinette Pichon et qui a également vu évoluer Gaëtane Thiney et Élise Bussaglia .

## Palmarès
Le tableau suivant liste le palmarès du club actualisé à l'issue de la saison 2011-2012 dans les différentes compétitions officielles au niveau national et régional.
| Compétitions nationales                             | Équipes de jeunes           |
| - Championnat de France de D2 (1) - Champion : 1999 | Votre aide est la bienvenue |

## Bilan saison par saison
Le tableau suivant retrace le parcours du club depuis la création de la première division en 1974 sous la dénomination d'AS Saint-Memmie, puis de Saint-Memmie Olympique.
| Édition   | Division 1 | Division 2                     | Division 3             | Divisions d'Honneur       | Coupe de France   |
| 1974-1994 | …          | …                              | Championnat inexistant | …                         | Coupe inexistante |
| 1994-1995 | -          | non connu                      | Championnat inexistant | -                         | Coupe inexistante |
| 1995-1996 | 8e         | -                              | Championnat inexistant | -                         | Coupe inexistante |
| 1996-1997 | 10e        | -                              | Championnat inexistant | -                         | Coupe inexistante |
| 1997-1998 | -          | 2e                             | Championnat inexistant | -                         | Coupe inexistante |
| 1998-1999 | -          | 1er                            | Championnat inexistant | -                         | Coupe inexistante |
| 1999-2000 | 9e         | -                              | Championnat inexistant | -                         | Coupe inexistante |
| 2000-2001 | 5e         | -                              | Championnat inexistant | -                         | Coupe inexistante |
| 2001-2002 | 9e         | -                              | Championnat inexistant | -                         | 16e de finale     |
| 2002-2003 | 9e         | -                              | -                      | -                         | 16e de finale     |
| 2003-2004 | 10e        | -                              | -                      | -                         | 16e de finale     |
| 2004-2005 | 9e         | -                              | -                      | -                         | 16e de finale     |
| 2005-2006 | 12e        | -                              | -                      | -                         | 8e de finale      |
| 2006-2007 | -          | 1er (Gr. A) 3e (Tournoi final) | -                      | -                         | non connu         |
| 2007-2008 | -          | 9e (Gr. A)                     | -                      | -                         | 16e de finale     |
| 2008-2009 | -          | 12e (Gr. B)                    | -                      | -                         | 1er Tour fédéral  |
| 2009-2010 | -          | -                              | 7e (Gr. B)             | -                         | 1er Tour fédéral  |
| 2010-2011 | -          | -                              | Championnat inexistant | 2e (Phase 1) 2e (Phase 2) | 32e de finale     |
| 2011-2012 | -          | -                              | Championnat inexistant | 3e                        | non connu         |
| 2012-2013 | -          | -                              | Championnat inexistant | Compétition à venir       | 32e de finale     |
| 2013-2014 | -          |                                | Championnat inexistant |                           |                   |
| 2014-2015 | -          |                                | Championnat inexistant |                           |                   |
| 2015-2016 | -          |                                | Championnat inexistant |                           |                   |
| 2016-2017 |            |                                | Championnat inexistant |                           | 1er tour fédéral  |

## Anciennes joueuses du club
- Marinette Pichon, de 1992 à 2002 puis de 2003 à 2004.
- Gaétane Thiney, de 1998 à 2006.
- Élise Bussaglia, de 2000 à 2002.